# Nederlandsche Maatschappij van Brandverzekering
De Nederlandsche Maatschappij van Brandverzekering was een Nederlandse verzekeringsmaatschappij gevestigd in Tiel.
In het Verenigd Koninkrijk der Nederlanden was de markt voor verzekeringen hoofdzakelijk in Belgische handen. Na de afscheiding van België in 1830 was de Nederlandsche Maatschappij van Brandverzekering een van de maatschappijen die in Noord-Nederland het gat opvulden. Hij werd in 1833 opgericht door jhr. P.A. Reuchlin (van 1853 tot 1865 tevens burgemeester van Tiel). Koning Willem I steunde het initiatief door deel te nemen in het aandelenkapitaal. Het was een van de krachtigste brandverzekeringsmaatschappijen van het land.
Het kantoor werd gevestigd in het historische Ambtmanshuis, maar in 1906 werd een moderner gebouw in de Ambtmanstraat betrokken.
Als eerste directeur trad P.A. Reuchlin op. Na zijn overlijden in 1868 werd hij opgevolgd door zijn schoonzoon Meinard Tydeman (1827-1906). Vervolgens hadden in het bestuur zitting A. van Wessem, N.J. van Luttervelt, J.J.D.P. Reuchlin, P.H.A. Tydeman, H. van Wessem, J. Blom, P.A. Reuchlin en H.K. Roessingh.
Christiaan Marianus Henny en zijn neef Gerrit Jan Dercksen waren agent van de maatschappij in Zutphen. Om meer zaken te doen openden zij kleine lokale sub-agentschappen. Toen in 1844 het Tielse hoofdkantoor de regels veranderde en alle agentschappen zelfstandige eenheden werden, richtten de neven een eigen bedrijf op: de Assurantie Maatschappij tegen Brandschade (AMB), later De Nederlanden van 1845.
In 1862 leed de Nederlandsche Maatschappij van Brandverzekering een groot verlies door de grote  brand in Enschede, waarbij de hele historische binnenstad binnen de grachten werd verwoest. De maatschappij moest een bedrag van f 432.477,08 aan schade uitbetalen.
In 1933 leidde de crisis opnieuw tot een verlies. Hoewel de reserves niet hoefden te worden aangesproken, werd toch  besloten tot onderhandelingen met de Algemene Brandwaarborg Maatschappij te Utrecht. Op 7 december 1935 resulteerden deze in een fusie. De nieuwe maatschappij, de Tiel-Utrecht Schadeverzekeringen N.V., werd in Utrecht gevestigd.
Het kantoorgebouw in de Ambtmanstraat werd aan de gemeente Tiel geschonken, die het als stadhuis in gebruik nam. Op een gedenkplaat in de hal, die tegenwoordig de toegang naar raadzaal vormt, staat de volgende tekst:

Dit gebouw is door de N.V. Nederlandsche Mij. voor Brandverzekering, opger. te Tiel A.d 1833, aan de gemeente geschonken en door den commissaris der Koningin in de provincie Gelderland Mr S. Baron van Heemstra op 23 juli 1937 als gemeentehuis geopend.